# نرول
نرول (به انگلیسی: Nerol) با فرمول شیمیایی C۱۰H۱۸O یک ترکیب شیمیایی است. که جرم مولی آن ۱۵۴٫۲۵ g/mol می‌باشد. 